# José Martínez (ciclista)
José Martínez Hernández (Madrid, 17 de enero de 1932-Madrid, 5 de febrero de 2022) fue un ciclista profesional español, destacó por ganar en dos ocasiones (1967 y 1968) el Campeonato de España de Ciclocrós. 
Fue uno de los integrantes del equipo español que representó a España en el campeonato mundial de ciclocrós de 1968.

## Palmarés
1965
- 3.º en el Campeonato de España de Ciclocrós

1967
- Campeonato de España de Ciclocrós

1968
- Campeonato de España de Ciclocrós